# Château d'Hannaches
Le Château d'Hannaches est situé sur la commune d'Hannaches, dans le département de l'Oise.

## Historique
Le monument fait l’objet d’une inscription au titre des monuments historiques depuis le 19 janvier 1987 et d'un classement le 13 septembre 1991.
Il a été reconstruit sur les fondations d'un château plus ancien détruit lors de la guerre de Cent Ans, sur demande de Georges Paléologue de Bissipat, en 1480. Le château dans sa famille jusqu'en 1621. Il passe ensuite dans la famille Croÿ-Havré. Lors de la Première Guerre mondiale, le château subit des dégradations.
Le château d'Hannaches est, depuis 2024, privatisable pour des évènements privés et professionnels, à travers son site web.